# Каде (город)
Каде (нем. Kade) — община в Германии, в земле Саксония-Анхальт.
Входит в состав района Йерихов. Подчиняется управлению Эльбе-Штремме-Финер. Население составляет 735 человек (на 31 декабря 2006 года). Занимает площадь 23,86 км².
Община подразделяется на 4 сельских округа.